# Friedrich Deutschmann

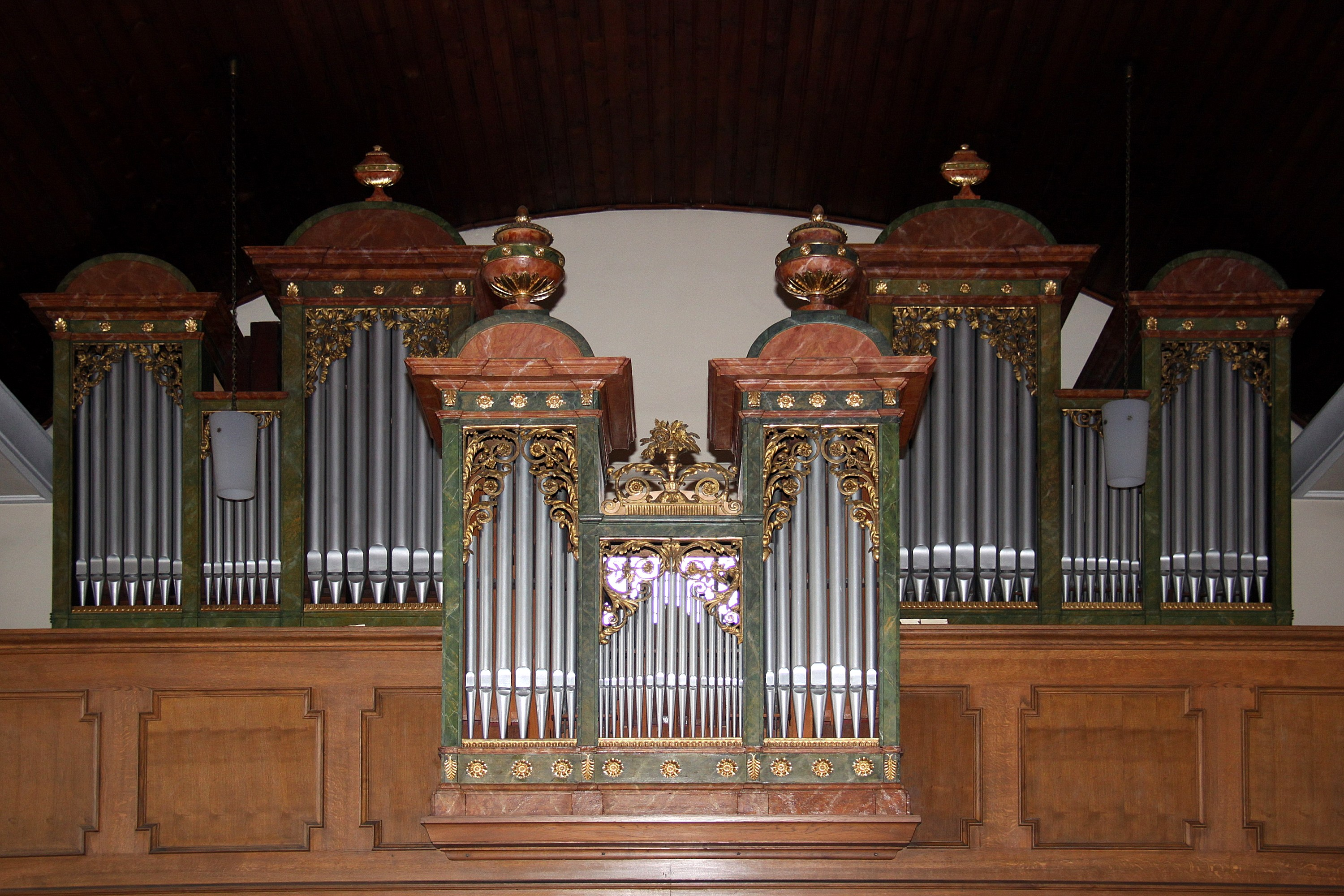
Orgel der Dorfkirche St. Laurenz in Katzelsdorf/Leitha

Friedrich Deutschmann (* 1768 in Kamenz, Sachsen; † 9. September 1826 in Komorn, Ungarn) war ein Orgel- und Klavierbauer.

## Leben
Friedrich Deutschmann erhielt im Jahre 1803 das Meisterrecht und soll die Werkstatt von Jan Výmola übernommen haben. Anlässlich seiner Heirat wird er als bürgerlicher Orgelmacher bezeichnet, dessen Werkstätte sich im 6. Wiener Gemeindebezirk auf der Laimgrube (Anmerkung: bei Mariahilfer Straße) und später in der Alservorstadt im 9. Wiener Gemeindebezirk befand. Ab 1814 war Friedrich Deutschmann Vorsteher der bürgerlichen Klaviermacher Wiens, er folgte in dieser Funktion Ferdinand Hofmann nach.
Sein Betrieb als bürgerlicher Orgelmacher wurde von seinem Neffen Jacob Deutschmann weitergeführt, der bei ihm das Orgelbauerhandwerk erlernt hatte.

## Werkliste
| Jahr         | Ort                                      | Gebäude                            | Bild | Manuale | Register | Bemerkungen                                                   |
| ------------ | ---------------------------------------- | ---------------------------------- | ---- | ------- | -------- | ------------------------------------------------------------- |
| 1808         | Wien                                     | Lutherische Stadtkirche            |      | II/P    | 20       | nur Gehäuse erhalten                                          |
| 1811         | Pfaffenschlag bei Waidhofen an der Thaya | Pfarrkirche Pfaffenschlag          |      | I/P     | 10       |                                                               |
| 1813         | Gumpendorf                               | Gumpendorfer Pfarrkirche           |      | II/P    | 18       | nicht erhalten                                                |
| 1816         | Wien                                     | Alte Pfarrkirche Pötzleinsdorf     |      | I/P     | 7        | [ 3 ]                                                         |
| 1819         | Winden am See                            | Pfarrkirche Winden am See          |      | I/P     | 10       | 2000 restauriert durch Romano Zölss                           |
| 1820         | Wien                                     | Sankt Ursula (Wien)                |      | II/P    | 18       | seit 1963 in der Dorfkirche St. Laurenz in Katzelsdorf/Leitha |
| 1821         | Wien                                     | Maria am Gestade                   |      | II/P    | 17       | Gehäuse großteils erhalten, leicht verändert                  |
| 1821         | Furth an der Triesting                   | Pfarrkirche Furth an der Triesting |      | I/P     | 6        | nicht erhalten                                                |
| 1821         | Wien                                     | St. Josef zu Margareten            |      | II/P    |          | Gehäuse erhalten                                              |
| 1821         | Wien                                     | Mechitaristenkirche Wien           |      |         |          |                                                               |
| 1820er Jahre | Atzenbrugg                               | Schlosskapelle                     |      | I/P     | 5        | erhalten, Friedrich Deutschmann zugeschrieben                 |